# Cyathea dealbata
Cyathea dealbata là một loài dương xỉ trong họ Cyatheaceae. Loài này được Sw. mô tả khoa học đầu tiên năm 1800.
Danh pháp khoa học của loài này chưa được làm sáng tỏ. 

## Hình ảnh

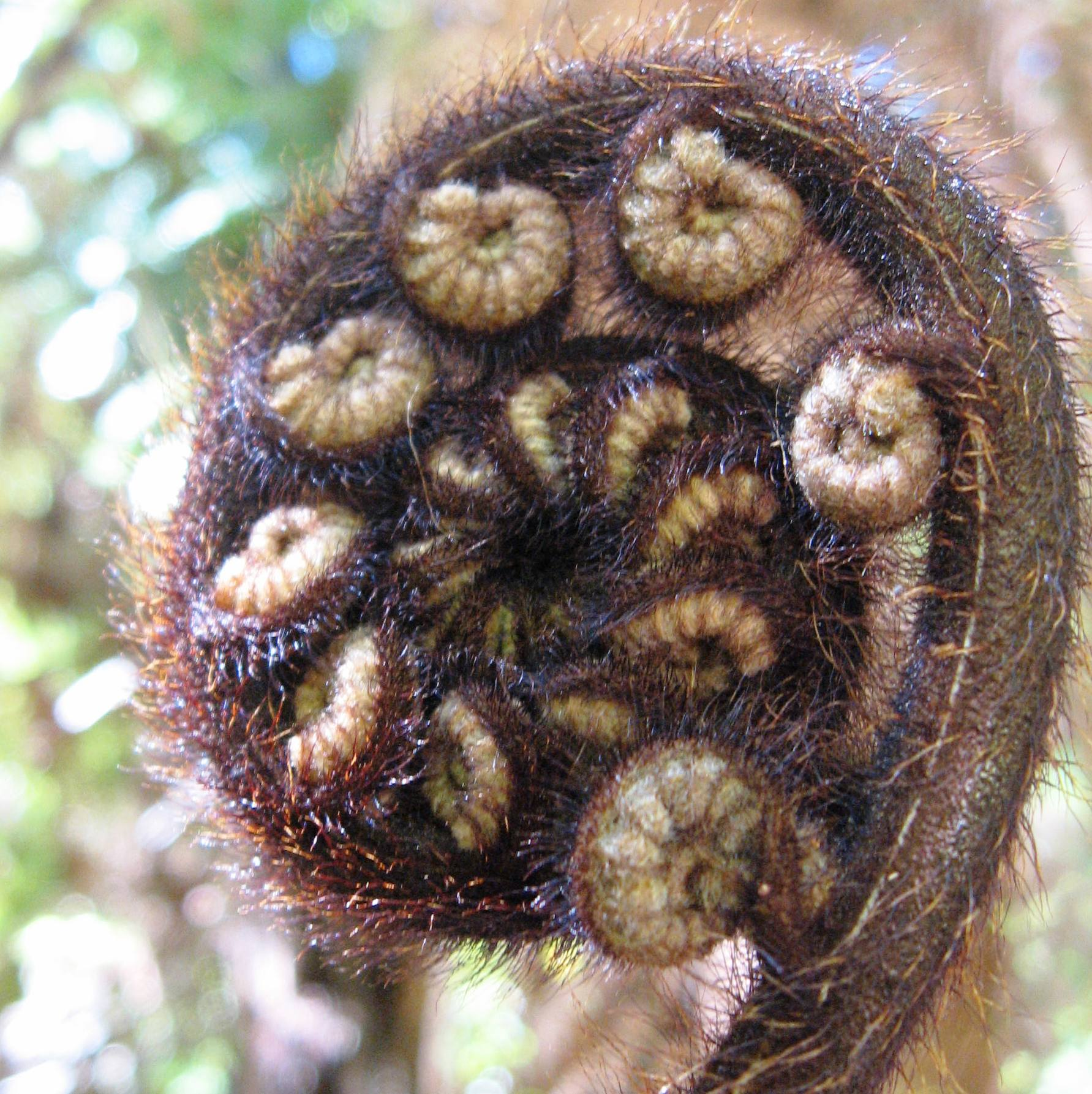
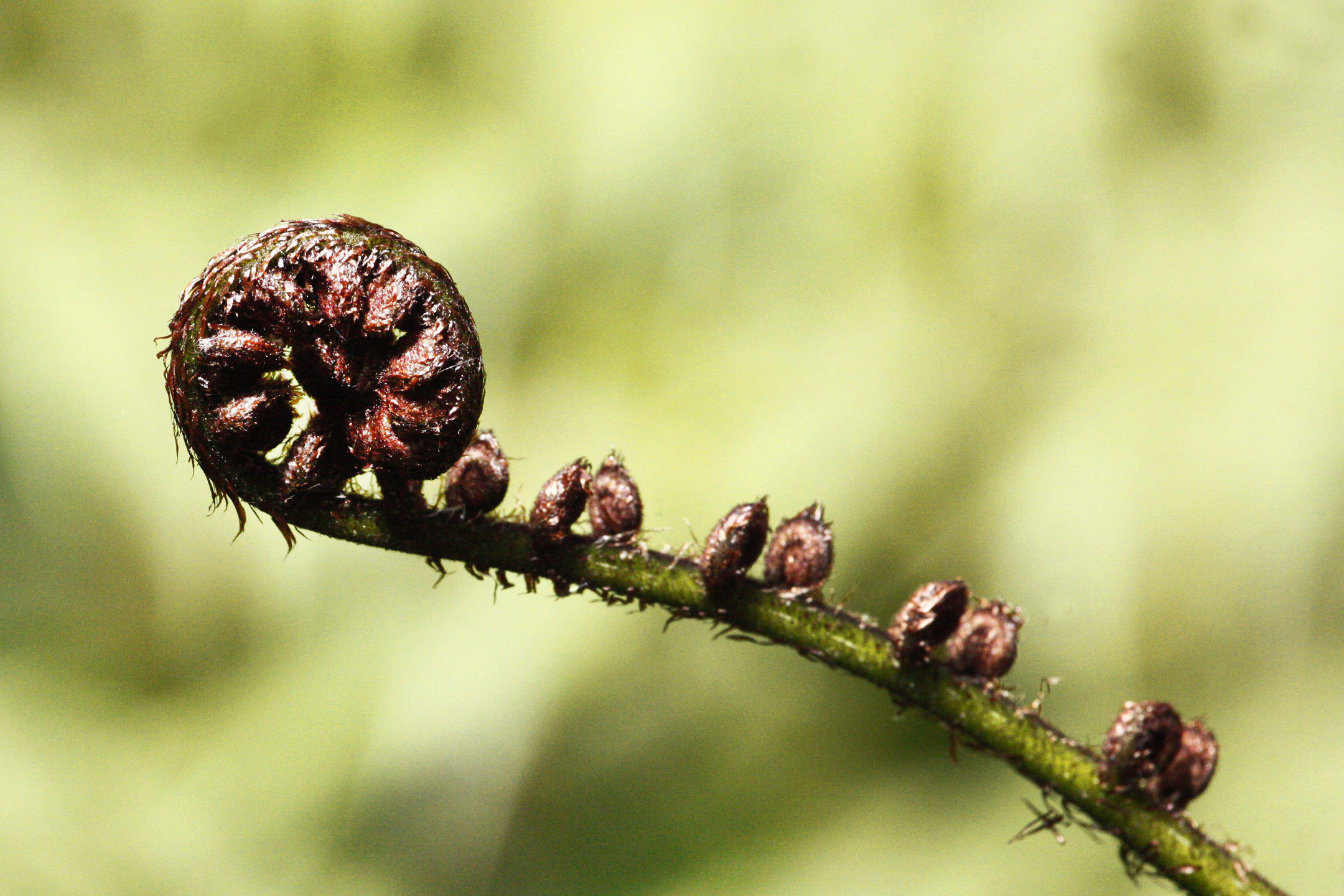
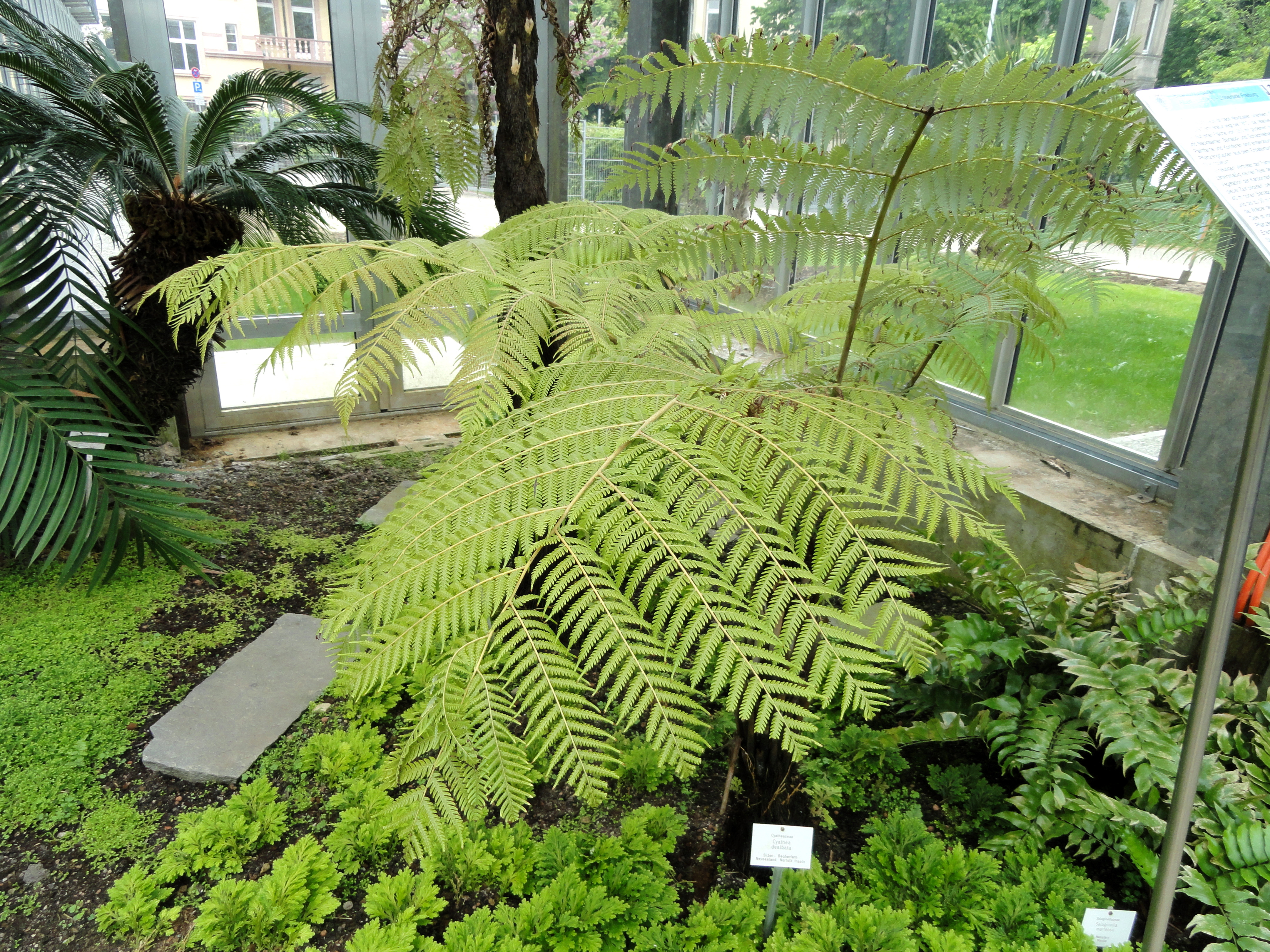